# ラビーコ
ラビーコ（伊: Labico）は、イタリア共和国ラツィオ州ローマ県にある、人口約7,200人の基礎自治体（コムーネ）。

## 地理

### 位置・広がり
ローマ県東部のコムーネ。

#### 隣接コムーネ
隣接するコムーネは以下の通り。
- パレストリーナ
- ヴァルモントーネ

### 気候分類・地震分類
ラビーコにおけるイタリアの気候分類 (it) および度日は、zona D, 1791 GGである。
また、イタリアの地震リスク階級 (it) では、zona 2B (sismicità media) に分類される。